# Wir pfeifen auf den Gurkenkönig (Oper)
Wir pfeifen auf den Gurkenkönig ist eine Oper des australischen Komponisten Samuel Penderbayne, die am 15. September 2024 in der Oper Zürich uraufgeführt wurde. Die Oper für Kinder ab sieben Jahren basiert auf dem Roman Wir pfeifen auf den Gurkenkönig von Christine Nöstlinger. Das Libretto stammt von Christian Schönfelder.

## Handlung
Die Familie Hogelmann isst zu Abend. Die Atmosphäre ist angespannt – Martinas Kleidung gefällt dem Vater nicht, Wolfi spielt am Tisch mit dem iPad und Nick hat sein Zimmer nicht aufgeräumt. In diesem Moment taucht plötzlich ein sehr seltsames Wesen auf. Es sieht aus wie eine Gurke und nennt sich „König Kumi-Ori das Zweit“. Es behauptet, von seinen Untertanen aus dem Keller vertrieben worden zu sein und bittet um Asyl. 
Martina und Wolfi finden den Gurkenkönig einfach nur eklig, Opa nennt ihn autoritär, Nick findet ihn irgendwie interessant und Mama versucht zu vermitteln. Nur Papa nimmt gleich die Seite des Gurkenkönigs ein und erklärt sich bereit, ihn in seinem Bett schlafen zu lassen. Sogar sein Lieblingsessen – alte Kartoffeln mit Trieb – will er ihm besorgen.
Das alles bringt die Familie ganz schön durcheinander, und nur weil Martina und Wolfi zusammenhalten und Nick dann endlich doch ein Geheimnis preisgibt, kann eine Katastrophe verhindert werden.

## Orchester
Die kammermusikalische Instrumentalbesetzung der Oper enthält die folgenden Instrumente:
- Fagott
- Klavier
- fünf Streicher (zwei Violinen, Viola, Violoncello, Kontrabass)

## Werkgeschichte
Die Oper entstand im Auftrag der Oper Zürich. Claudia Blersch inszenierte die Uraufführung, die musikalische Leitung der Philharmonie Zürich hatte Thomas Barthel inne. Die Solisten der Uraufführung waren Irène Friedli (Mama), Philipp Mayer (Papa), Valeriy Murga (Opa), Martin Zysset (Gurkenkönig), Christian Sturm (Wolfi), Indyana Schneider (Martina) und Sylwia Salamonska (Nick). Es agierte der Statistenverein am Opernhaus Zürich.